# Palazzo del Nuoto
Il Centro Federale di Alta Specializzazione "Palazzo del Nuoto", detto Palazzo del Nuoto, o PalaNuoto, è una struttura per sport acquatici che si trova nel quartiere torinese di Santa Rita, nella parte sud-occidentale della città, a ridosso dello Stadio Olimpico Grande Torino e del Palasport Olimpico. Opera degli architetti Arata Isozaki e Pier Paolo Maggiora, sorge di fianco del Circolo della Stampa, nei pressi di Piazza d'Armi, sull'area Marchi-Combi (un tempo occupata dallo storico campo d'allenamento della Juventus).
È uno dei centri tecnici federali della Federazione Italiana Nuoto.

## Storia
Il Palazzo del Nuoto di Torino, nasce dalla necessità di disporre di una struttura in grado di ospitare competizioni di nuoto in ambito sia nazionale che internazionale. Di fatto, Torino non disponeva di una piscina Olimpionica coperta e dotata di spalti per il pubblico, eccezion fatta per la Piscina "Usmiani" di via Olivero, 40 (assegnata in gestione alla Sisport). Le due vasche, entrambe da 50 metri, hanno ottenuto l'omologazione internazionali World Aquatics e le tribune, hanno capienza di 1184 posti a sedere, più 8 posti diversamente abili. 
Nel 2003 è stato dato il via al progetto e la fine dei lavori era prevista inizialmente nel 2005, ma una immediata dilatazione dei tempi fece slittare la data prevista per la consegna al 2007. Grossolani errori di progettazione mandarono in stallo il cantiere nel 2006 e diedero il via ad una battaglia legale, fra il Comune e l'azienda appaltatrice: Le travi della copertura risultavano insufficienti e quando l'appaltatrice effettuò le prove in cantiere, le giudicò troppo cedevoli, sostituendole quindi con altre di sezione maggiore. Altre carenze progettuali furono corrette in itinere dal costruttore, facendo aumentare di conseguenza il prezzo finale dell'opera. Il Comune giudicò, almeno in parte, non necessarie le modifiche poste in atto rispetto al progetto ed annullò il contratto con l'impresa. Quest'ultima fallì e il termine dei lavori slittò ulteriormente. Il progetto fu revisionato dagli architetti, e nel 2009 ripresero i lavori.
Il 10 maggio 2011 il nuovo Palazzo del Nuoto , era pronto e fu aperto al pubblico. La gestione fu affidata, per 12 mesi, alla Federazione Italiana Nuoto, che ha avuto in carico l'amministrazione della struttura sino al 31 luglio 2013. Amministrazione prorogata, dal Comune di Torino, per ulteriori anni. Nel 2021 si concretizzo una nuova convenzione tra Comune e Federazione Italiana Nuoto, che ancora oggi lo gestisce.
Nell'aprile del 2021 la giunta comunale di Torino e la FIN hanno raggiunto un accordo per ospitare al Palazzo del Nuoto la sede di un nuovo Centro Federale di Alta Specializzazione.

## Eventi Ospitati
Il Palazzo del Nuoto nel corso degli anni ha ospitato moltissime competizioni di rilievo nazionale e internazionale.
1. 05/2017 - "Final 6" del Campionato Italiano maschile di Pallanuoto
2. 03/2019 - "Final 6" della LEN Europa Cup femminile
3. 12/2023 - 1^ Campionati Italiani Invernali di Nuoto Master della Federazione Italiana Nuoto[3]
4. 11/2024 - Campionati Italiani di Nuoto Agonisti in vasca corta FISDIR [4]
5. 12/2024 -  2^ Campionati Italiani Inverali di Nuoto Master della Federazione Italiana Nuoto[5]
6. 02/2025 - "Final 6" di Coppa Italia Femminile di Pallanuoto[6]

Inoltre, insieme alla piscina Usmiani (Sisport), il Palazzo del Nuoto ospita ogni anno la "SWIM-TO - Trofeo Città di Torino", meeting nazionale organizzato dal Centro Nuoto Torino in collaborazione con Sisport e il Comitato Regionale Piemonte e Valle d'Aosta della Federazione Italiana Nuoto.
Oltre a competizioni agonistiche, dopo il periodo di Covid-19 il Palanuoto riaprì a giugno 2020, il CR Piemonte e Valle d'Aosta della FIN, per festeggiare organizzò un collegiale dove fu convocato il "Team Piemonte" con tutti i migliori atleti del nuoto piemontese.
Nel febbraio 2025 furono convocati per una serie di incontri e allenamenti i migliori giovani nuotatori piemontesi con l'allenatore della nazionale giovanile Marco Menchinelli.

## Caratteristiche
È costituito da un'unica struttura portante monoblocco. Il basamento e le tribune, le vasche, nonché tutti i locali di servizio sono stati realizzati attraverso l'utilizzo di calcestruzzo armato e tecniche tradizionali.
La copertura è invece composta da travi in acciaio e copertura prefabbricata isolante ricoperta da superfici in acciaio inox a sezione sagomata. Verso Via Filadelfia la copertura si protende a sbalzo per circa 16 metri ed è ricoperta nella parte inferiore da pannelli in acciaio inox lucido. La parete sempre verso Via Filadelfia e le due pareti laterali sono interamente costituite da vetrate strutturali.
Sugli spalti trovano posto 1192 spettatori.
L'impianto dispone di due vasche: una a livello del suolo di 50 × 21 m a 8 corsie e una di riscaldamento lunga 50 x 8,5 a 4 corsie situata nel piano interrato.
L'impianto inoltre dispone di un vasto parcheggio interrato, mai usato per motivi di sicurezza.